# Chunianna
Chunianna är ett släkte av slemmaskar. Chunianna ingår i familjen Chuniellidae.
Kladogram enligt Catalogue of Life:
| Chunianna | \| \| Chunianna opaca \| \| \| \| \| \| Chunianna pacifica \| \| \| \| |
|           | \| \| Chunianna opaca \| \| \| \| \| \| Chunianna pacifica \| \| \| \| |
|           | Chuniella                                                              |
|           |                                                                        |
|           | Chunianna opaca                                                        |
|           |                                                                        |
|           | Chunianna pacifica                                                     |
|           |                                                                        |

|  | Chunianna opaca    |
|  |                    |
|  | Chunianna pacifica |
|  |                    |